# Цианеллы

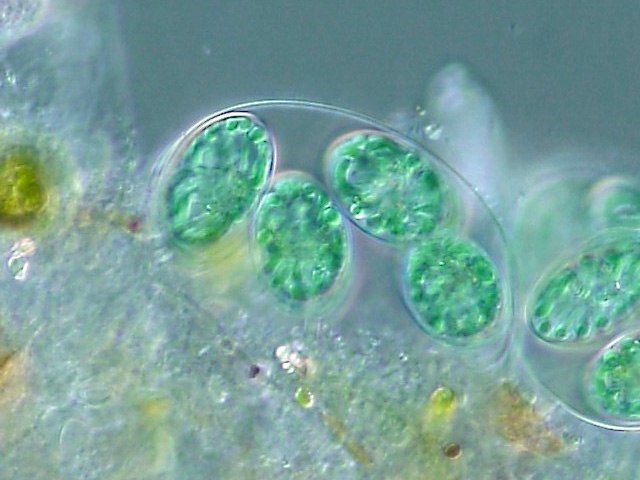
Цианеллы в клетке глаукоцистиса

Циане́ллы — пластиды глаукофитовых водорослей. Окрашены в сине-зелёный цвет, так как зелёный  хлорофилл a маскируется пигментами фикоцианином и аллофикоцианином, расположенными на поверхности тилакоидов. Особое название используется для них потому, что они обладают уникальным признаком: имеют тонкую клеточную стенку из пептидогликана (муреина) между наружной и внутренней мембраной. По большинству других признаков цианеллы напоминают типичные цианобактерии, хотя содержат сильно редуцированный геном.
Внутриклеточных симбиотических цианобактерий, сохраняющих полный геном и способных к независимому от хозяина существованию, обычно называют цианобионтами. Впрочем, к эндосимбионтам, содержащимся в клетках грибов из рода Geosiphon (порядок Archaeosporales), термин «цианеллы» также иногда применяют.
Как и пластиды других водорослей, хлоропласты глаукофитов не могут размножаться вне клетки и не могут культивироваться вне цитоплазмы клетки-хозяина, хотя в изолированном виде сохраняют структурную целостность гораздо дольше, чем у хлоропластов высших растений (однако скорости фиксации углекислого газа и выделения кислорода у них снижаются намного быстрее). На основании этих данных большинство исследователей считают хлоропласты глаукофитовых водорослей органеллами (примитивными пластидами), а не эндосимбиотическими цианобактериями.
Некоторые фотосинтетические пигменты, содержащиеся в цианеллах, оказывают антипролиферативное действие на раковые клетки.

## История изучения
Термин «цианеллы» ввёл немецкий учёный Адольф Пашер, который предложил рассматривать хлоропласты глаукофитовых водорослей как симбиотических цианобактерий. Только в конце XX века изучение ультраструктуры и геномов цианелл глаукофитов показало, что они хотя и произошли некогда от цианобактерий, но не являются отдельными организмами, а представляют собой своеобразную разновидность хлоропластов (иногда такие хлоропласты именуют муропластами).

## Происхождение
Строение клеточной оболочки цианелл и некоторые их биохимические характеристики в целом сходны с таковыми у цианобактерий, и считается, что цианеллы были приобретены предками глаукофитов в результате симбиоза с цианобактериями. Однако цианеллы, как и другие пластиды, не способны жить вне клетки хозяина, а 90 % их белков кодируется в эукариотном ядре — самостоятельными организмами они не являются. У различных видов глаукофитов можно проследить этапы редукции цианобактериальной стенки цианелл. 

## Клеточная биология и биохимия
Хлоропласты глаукофитов имеют округлую или эллипсоидную форму. Они окружены двумя мембранами, между которыми расположен слой муреина (пептидогликана), причём его толщина меньше, чем в среднем у бактерий. Из-за наличия муреина пластиды глаукофитов чувствительны к β-лактамным антибиотикам, а их клеточная стенка лизируется лизоцимом. Пептидогликан глаукофитов характеризуется наличием N-ацетилпутресцина в качестве заместителя в половине 1-карбоксигрупп остатков глутаминовой кислоты в пептидных цепочках. Биосинтез предшественников пептидогликана глаукофитов происходит в строме, а сборка полимерной сети происходит в периплазматическом пространстве. Интересно, что большая часть ферментов, участвующих в биосинтезе пептидогликана, у Cyanophora paradoxa кодируется не пластидным, а ядерным геномом и импортируется в пластиды.
Хлоропласты имеют сине-зелёный цвет, поскольку зелёный хлорофилл a маскируется синими пигментами фикоцианином и аллофикоцианином. Подобно цианобактериям и красным водорослям, у глаукофитов эти пигменты находятся в фикобилисомах, расположенных на поверхности тилакоидов. При этом фикоэритрин (наиболее обильно представленный пигмент в пластидах красных водорослей) и типичные для цианобактерий каротиноиды — миксоксантофилл и эхиненон — отсутствуют. От фикобилисом красных водорослей фикобилисомы глаукофитов отличаются и по некоторым структурным особенностям. Каротиноиды представлены β-каротином, зеаксантином и β-криптоксантином. Некоторые пигменты (феофорбид a, β-криптоксантин и зеаксантин) глаукофитовой водоросли Cyanophora paradoxa оказывают антипролиферативное действие на клетки рака молочной железы, лёгких и меланомы.
Тилакоиды не собраны в граны, располагаются одиночно и равноудалённо друг от друга, как у цианобактерий и красных водорослей. В центре пластид располагаются крупные одиночные или мелкие многочисленные тельца, похожие на карбоксисомы. Они содержат фермент Рубиско и принимают участие в концентрировании углекислого газа (в хлоропластах эукариот эту функцию обычно выполняет пиреноид). Карбоксисомо-подобные тельца Cyanophora не имеют белковой оболочки, как карбоксисомы бактерий, но и не пронизываются тилакоидом, как пиреноид в хлоропластах прочих эукариот. Кроме того, в пластидах имеются полифосфатные гранулы. Наличие муреина и карбоксисомо-подобных телец — плезиоморфные признаки Archaeplastida, которые глаукофиты сохранили. Интересно, что амёба Paulinella chromatophora из супергруппы Rhizaria также имеет фотосинтетические органеллы со слоем муреина, карбоксисомами и концентрическими тилакоидами, которые по строению напоминают пластиды глаукофитов. Тем не менее, данные филогенетического анализа убедительно свидетельствуют о независимом происхождении этих двух фотосинтетических органелл.
Фитохромы Cyanophora и Gloeochaete по фотосенсорным характеристикам не имеют подобных себе среди других эукариотических фитохромов. В частности, они чувствительны к синему свету, как многие фитохромы цианобактерий. Фотоциклы (то есть конформационные изменения молекулы хромофора в зависимости от длины волны поглощённого света) у Cyanophora и Gloeochaete несколько различаются: для первой водоросли характерен сине-дальнекрасный фотоцикл, а для второй — красно-синий. Таким образом, видимо, фотосенсорные характеристики фитохромов глаукофитов варьируют. В настоящее время изучается физиологическая роль необычных фитохромов глаукофитов.
Механизм деления хлоропластов у глаукофитовой водоросли Cyanophora paradoxa занимает среднее положение между механизмом деления клеток цианобактерий и пластид. У пластид в районе деления формируются внутреннее и внешнее кольца электрон-плотного материала. У хлоропластов Cyanophora paradoxa имеется лишь внутреннее кольцо. В делении хлоропластов у этой водоросли, как и у бактерий, ключевую роль играет белок FtsZ.
Была предложена гипотеза, связывающая наличие муреина и карбоксисомо-подобных телец в хлоропластах глаукофитов. Согласно этой гипотезе, если карбоксисомо-подобные тельца действительно выполняют роль карбоксисом в концентрировании СО2, то внутри пластиды должна быть высокая концентрация неорганического иона HCO3-. Высокая концентрация данного иона может создавать заметное различие между осмолярностью внутри пластиды и в цитозоле, что угрожает целостности мембраны органеллы. Поэтому наличие прочной муреиновой стенки в пластидах глаукофитов может служить удобным и малозатратным по энергии механизмом поддержания целостности органеллы.
Как и у цианобактерий, хлоропластная ДНК сконцентрирована в центре хлоропласта. Геном хлоропластов глаукофитовых водорослей содержит ряд генных кластеров, типичных для цианобактерий, и кодирует некоторые белки, которые геномы хлоропластов других водорослей не кодируют. В частности, в нём имеется ген транспортно-матричной РНК (тмРНК) — особой малой РНК, характерной для бактерий, а также пластид и митохондрий примитивных организмов. Более того, в нём закодированы обе субъединицы Рубиско, в то время как у высших растений, эвгленовых и зелёных водорослей этот ген перенёсся в ядерный геном. Некоторые особенности транспорта белков в хлоропластах глаукофитов также сближают их с цианобактериями.